# محمد بن محمود بن محمد نیشابوری
محمد بن محمود بن محمد نیشابوری یا محمد بن محمود بن احمد نیشابوری (حدود ۴۸۰ – ۵۹۹ هجری قمری) مفسر و ادیب قرن ششم هجری بود.

## زندگی‌نامه
تاریخ تولد نیشابوری بین سال‌های۴۸۰ تا ۴۹۰ هجری قمری تخمین زده می‌شود و بنا بر یک روایت، در سال ۱۰۸۷ یا ۱۰۸۸ میلادی (معادل ۴۸۰ قمری) بوده‌است. لقبش «فخرالدین» بود و در علوم و هنرهای مختلف تبحر داشت و به شهرهای مختلف از جمله مرو، شیراز، اصفهان، همدان، بخارا و غزنه سفر کرده بود.
از زندگی نیشابوری اطلاعات زیادی در دسترس نیست. قسمت اعظم زندگی او در دورهٔ غزنویان (سدهٔ چهارم تا ششم قمری) و سلجوقیان (سدهٔ پنجم و ششم قمری) بوده‌است، و در دربار بهرامشاه غزنوی جایگاهی داشته‌است و در آن دربار به تألیف و ترجمه و تفسیر آثار فلسفی و موسیقی (از جمله ترجمه و تفسیر احصاء العلوم از فارابی و کتاب شفا‌ و کتاب النجات از ابن سینا) پرداخته‌است.

## آثار
از نیشابوری چند اثر به جا مانده است. یکی از این آثار «تفسیر بصایر یمینی» است که تفسیری است بر قرآن. او این اثر را زمانی که در دربار بهرام‌شاه غزنوی بود تألیف کرد.
اثر دیگر وی رساله‌ای است که در مورد موسیقی نوشته‌است. این رساله که احتمالاً در اوایل قرن ششم هجری نوشته شده از دو جهت قابل اهمیت است. یکی این که جزو اولین متونی در مورد موسیقی ایران است که به فارسی و با تکیه بر جنبهٔ ایرانی موسیقی و بدون استناد به منابع یونانی و عربی نوشته شده‌است؛ این بر خلاف متون قبلی (نظیر آثار فارابی و ابن سینا و رسالهٔ اخوان الصفا) است که متأثر از رساله‌هایی بودند که در قرون اولیه از آثار یونانی و سریانی ترجمه شده بودند. دوم آن که این رساله قدیمی‌ترین اثری است که در مورد موسیقی خراسان (که خود نیشابوری هم اهل آنجا بوده) وجود دارد. رسالهٔ نیشابوری یکی از متونی است که نشان می‌دهد پرده‌ها (مقام‌های) موسیقی ایرانی احتمالاً از پیش از ظهور اسلام به دوازده پرده تقسیم شده بودند. نیشابور هفت پردهٔ اول را به باربد (موسیقی‌دان دوران ساسانیان) منسوب می‌کند و افزودن مابقی را نیز به شخصی به نام «سعیدی» نسبت می‌دهد که احتمالاً در زمان ساسانیان می‌زیسته است.
هر چه باربد ساخت و بزد هفت پرده بیش نبود بموافق هفت کواکب. چون سعیدی فرا رسید پرده به دوازده کرد در خدمت شاه شروه [شیرویه] و او [سعیدی] شاگرد باربد بود— محمد بن محمود بن محمد نیشابوری، سده ششم هجری
هویت سعیدی به‌طور قطع مشخص نیست اما در منابع دیگر با نام «مولانا سعید» و «سعدی» هم به وی اشاره شده و گفته شده که او شاگرد «مولانا بایزید» (نام تحریف شدهٔ باربد) بوده، در دربار شاه شیرویه بوده، و مقامات را به دوازده رسانده‌است. همچنین در رسالهٔ بهجت الروح هم از شخصی مشابه با عنوان «سعد الدین محیی آبادی» یاد شده‌است:
... و این هفت مقام تا زمان یزدجرد شهریار [یزدگرد سوم آخرین پادشاه ساسانی] بود تا آنکه سعدالدین محیی آبادی که در فن موسیقی مهمات تمام داشت، مقامات را به دوازده رسانید در مقابل دوازده برج افلاک.— عبدالمومن بن صفی‌الدین در رسالهٔ بهجت الروح
تاریخ نگارش بهجت الروح مشخص نیست اما احتمالاً به قبل از قرن دهم هجری بر می‌گردد. هویت «سعیدی» هر چه باشد، بین این روایات توافق هست که او که در زمانی ساسانیان می‌زیسته، بنیانگذار مکتب دوازده مقامی در موسیقی ایران است. این در حالی است که برخی روایات جدیدتر (که پس از قرن دهم هجری نوشته شده‌اند) چنین می‌نویسند که مقامات را فیثاغورث ایجاد کرده بوده، تعدادشان هشت عدد بوده، و افزودن چهار مقام بعدی و رسیدن به دوازده را به موسیقی‌دانان پس از اسلام نظیر شیخ صفدی (که احتمالاً در قرن دهم می‌زیسته) نسبت می‌دهند، از جمله فرصت الدوله شیرازی که در بحور الالحان (که اولین بار در ۱۲۹۳ قمری در بمبئی چاپ شد) می‌نویسد:
روایتی دیگر است از قول حکیم فیثاغورث که مقامات هشت بوده، بدین ترتیب: تشق، بوسلیک، راست، عراق، اصفهان، رهوای، حسینی، حجاز. و بعد استاد صفدی و خواجه شمص الدین محقق چهار مقامات دیگر را استخراج نمودند.— فرصت الدوله شیرازی در رسالهٔ بحور الالحان

## منبع‌شناسی
منابعی که به زندگی و آثار نیشابوری پرداخته باشند محدود هستند. برخی از این آثار عبارتند از مقاله‌ای از «ا. جمعه‌اف» منتشر شده در مجلهٔ فرهنگستان علوم ازبکستان در سال ۱۹۸۴ میلادی، رساله‌ای از عسکر رجب‌علی‌زاده با عنوان «افکار موسیقی تاجیم در عصرهای ۱۲ تا ۱۵» که در سال ۱۹۸۹ در دوشنبه (پایتخت فعلی تاجیکستان) منتشر شد، و مقاله‌ای از امیرحسین پورجوادی با عنوان «رساله موسیقی محمد بن محمود بن محمد نیشابوری» که در سال ۱۳۷۴ ه‍.خ در مجلهٔ معارف منتشر شد. همچنین میرخواند در روضةالصفا به نیشابوری اشاره کرده و او را در زمینهٔ موسیقی نظری صاحب‌نظر دانسته‌است.